# Maria Kalczyńska
Maria Kalczyńska (ur. 14 stycznia 1958) – polska bibliolog, dr hab., profesor uczelni Katedry Nauk Humanistycznych i Prawnych Wydziału Ekonomii i Zarządzania Politechniki Opolskiej.

## Życiorys
8 czerwca 1993 obroniła pracę doktorską Wydawnictwo prasowe "Gazety Opolskiej" w roli edytora i popularyzatora książki polskiej na Górnym Śląsku 1890 - 1923, następnie uzyskała stopień doktora habilitowanego. Pracowała w Instytucie Bibliotekoznawstwa i Informacji Naukowej na Wydziale Filologicznym Uniwersytetu Śląskiego w Katowicach.
Była docentem w Państwowym Instytucie Naukowym - Instytutu Śląskiego w Opolu, profesorem w Katedrze Rynku Pracy i Kapitału Ludzkiego na Wydziale Ekonomii i Zarządzania Politechniki Opolskiej, profesorem nadzwyczajnym Katedry Badań nad Komunikacją i Społeczeństwem Wielokulturowym Wydziału Ekonomii i Zarządzania Politechniki Opolskiej.
Jest profesorem uczelni Katedry Nauk Humanistycznych i Prawnych Wydziału Ekonomii i Zarządzania Politechniki Opolskiej.
Piastowała stanowisko kierownika Katedry Badań nad Komunikacją i Społeczeństwem Wielokulturowym Wydziału Ekonomii i Zarządzania Politechniki Opolskiej i sekretarza Stowarzyszenia Instytutu Śląskiego.